# Theroa zethus
Theroa zethus är en fjärilsart som beskrevs av Druce 1898. Theroa zethus ingår i släktet Theroa och familjen tandspinnare. Inga underarter finns listade i Catalogue of Life.